# Въстание на декабристите
Въстанието на декабристите или Бунт на декабристите (на руски: Восстание декабристов) е първият организиран бунт срещу формата на държавно устройство в Руската империя.
В резултат от потушаването на опита за държавен преврат са издадени и изпълнени първите смъртни присъди за антидържавна дейност в Русия след потушаването на селското въстание на Емелян Пугачов при управлението на Екатерина Велика.

## Действия
На 25 декември 1825 г. в петербургския дом на Кондратий Рилеев се решава да се обяви антидържавен бунт срещу самодържавието и за отмяна на крепостничеството.
Опитът за метеж избухва на 26 декември (14 декември стар стил) 1825 г. в Санкт Петербург и е директно насочен срещу възцаряването на император Николай I на трона, с искания за сваляне на самодържавието и отмяна на крепостно право, т.е. крепостничеството в Русия. Рано сутринта на Сенатския площад в Санкт Петербург се събират малко над 3000 военнослужещи, скандиращи предимно „Да живее Константин!“, като някои заблудени добавят по френски тертип и лозунга „Да живее конституцията!“ (в Русия по това време никой не обсъжда нещо подобно). Комичното в целия бунт е, че бунтовниците считат Конституция за името на съпругата на великия княз Константин. Целият ден те престояват на площада, демонстрирайки явно незачитане Intuitu personae на възкачения на престола преди няколко дни нов руски император – Николай I. Още вечерта метежниците са разбити от верните на императора руски военнослужещи. Към бунтовниците не се присъединява нито един артилерист, а съставът им е предимно от пехотинци. 
На 10 януари 1826 г. в дислоцирания в Украйна Черниговски полк избухва бунт, организиран от едно от декабристките сдружения, нарекло се Южно дружество за обществено благо. Полкът от град Чернигов е вдигнат на метеж и отправен към Белоцерковск. Бунтът е бързо овладян и потушен от верните на Руската империя и императора военни части. 

## Предистория
В края на предходния 18 век, по време на руското просвещение, Европа и света са разтърсени от грандиозни по своя мащаб, обхват и сърцевина исторически събития – избухва френската революция, последвана от наполеоновите войни в Европа. В това време САЩ купуват Луизиана от Наполеон Бонапарт, което им позволява да се разширят неимоверно териториално и да провеждат политика като велика сила – на първо време на американския материк (виж доктрина Монро).
През 1812 – 1815 години, Великата армия е разбита от Руската империя. На Виенския конгрес се възстановява мирът в Европа, като се и установява следвоенното устройство в света, тъй като по това време голяма част от света е в колониално владение на европейските велики сили. За целта е сформиран Свещен съюз, начело на който застава руският император. В революционизираните европейски държави започва реставрация. Във Франция е възстановена монархията на Бурбоните, а Наполеон Бонапарт е изпратен на доживотен затвор – на остров Света Елена.

## Заговорници и участници в метежа
Декабристите са членове на революционно движение в Русия (името им е дадено от метежа който се провежда през месец декември), съставено както от действащи и бивши руски царски офицери, произхождащи от благороднически семейства, така и от прости военнослужещи, повлияни от революционната пропаганда. 
По-голяма част от декабристите към момента на избухване на метежа са на редовна военна служба. Сред тях има и военни ветерани от наполеоновите войни. Някои от декабристите са служили в окупирана Франция, което оказва влияние върху светогледа им, или те просто са вербувани от сили, враждебни на установения световен ред под егидата на Русия и руския император. Сред декабристите има и немалко масони, подобно на събитията в Париж по времето на френската революция. Всичко това е безпределно ясно на руското имперско и военно контраразузнаване. 

## Първи революционни организации
През 1814 г. в Санкт-Петербург е създадено Общество на зелената лампа.
През 1816 г. Обществото на зелената лампа е преобразувано в Съюз за обществено спасение, а през 1818 г. възниква и Съюз за обществено благо. Съюзът за благоденствие има около 200 асоциирани членове с широкомащабна програма за действие. Именно този съюз прави първия план за държавен преврат, включващ и убийството на Александър I. Участниците в тези тайни организации се стремят на първо време към пропагандата като способ за постигане на тайните си цели, като разчитат на заготовката на обществото за безболезнен и по съществото си – революционен преврат.
В началото на 20-те години на 19 век в Русия възникват още три нови тайни организации – Северно дружество за обществено благо (начело с Никита Муравьов и Николай Тургенев) и Южно дружество за обществено благо (1821), както и Съюз на обединените славяни (1823). През 1825 г. Южното дружество за обществено благо и Съюзът на обединените славяни се обединяват в едно.
Програмата на Южното дружество за обществено благо е дело на Павел Пестел и е наречена „Руска правда“. Тя предвижда премахване на крепостничеството, физическо ликвидиране на царското семейство и създаване на република. Програмата на Северното дружество за обществено благо е по-мека и предвижда въвеждането на конституционна монархия с разделение на три на властта. Въпреки тези програмни различия, двете дружества поддържат тесен контакт помежду си и си взаимодействат, т.е. те са координирани и субординирани от общ център. 

## Революционна дейност
През 1823 г. започва подготовка за въстание, което е предвидено за лятото на 1826 г., обаче историческите събития ги изпреварват и по-точно – смъртта на император Александър I.
След смъртта на Александър I на 1 декември 1825 г., част от армията признава за наследник на престола – Великия княз Константин (втори по-малък брат на Александър I и също бездетен), вместо Николай I (трети по-малък брат на Александър I, в чието семейство се ражда престолонаследникът Александър II). Северното братство се възползва от възникналите разногласия с неустойчива политическа ситуация по престолонаследието и се решава на бунт. За водач на бунта е провъзгласен Сергей Трубецкой. Мотивът е защита престолонаследието на великия княз Константин, който е лишен от право да наследява по волята на император Александър I на 26 януари 1822 г. – поради неспособност да управлява. На 28 август 1823 г. император Александър I собственоръчно подписва и указ в четири екземпляра (по един за Успенския събор; Синода; Сената и Държавния съвет) за отказ Константин да го наследи и за правото на Николай да заеме престола. 
Ръководителите на бунта решават да издигнат исканията си със своята програма в деня на полагане на клетва от новия император. Николай I и руското царско правителство обаче са информирани за подготвяната демонстрация, и новият император полага преди това клетва пред Сената.

## Следствие, обвинения и съд
След разбиването на заговорниците участниците в опита за метеж са арестувани. Възбудено е следствие за разкриване на подбудителите и организаторите им, което се води под личното наблюдение на Николай I. По следственото дело са привлечени като обвиняеми за различни престъпления общо 579 души. За виновни са признати и осъдени 289 от тях, като петима от ръководителите им получават смъртни присъди. На Никита Муравьов и Александър Бестужев, смъртните присъди са заменени с доживотна каторга в Сибир. Общо над 120 участници в бунта са изпратени в Сибир на каторга или принудително заселване. 

## Изпълнение на смъртните присъди
На 25 юли 1826 г. са изпълнени смъртните присъди чрез обесване на Павел Пастел, Сергей Муравьов-Апостол, Пьотр Каховски, Михаил Бестужев-Рюмин, Кондратий Рилеев. Това са първите смъртни наказания в Русия от времето на Екатерина Велика. Изпълнението на тези смъртни наказания разтърсва из дъно душата на руския народ и предизвиква руската интелигенция да търси причините за това развитие на социалните събития в Русия, последвано като следствие и от по-сетнешния тероризъм в Руската империя.
През август 1826 г. с указ на новия император и под влиянието на Александър Шишков е създадена Охранката , т.е. руската царска тайна полиция – за противодействие на политическата революционна дейност, насочена срещу руското самодържавие.

## Последващи събития
През 1848 г. руската императорска армия потушава избухналата в съюзника си от Свещения съюз – Австрийска революция (1848 – 1849).